# Damoklejski asteroid
Damoklejski asteroid ali Damoklejec je asteroid, ki ima dolgo obhodno dobo in tirnico z veliko izsrednostjo, kar je značilno za periodične komete (na primer Halleyjev komet (1P/Hall)), ne kažejo pa za komete značilnega repa. Ime imajo po asteroidu 5335 Damoklej.
Verjetno so Damoklejci jedra kometov tipa Halley, ki so izgubili vso lahko hlapljivo snov na površju. Takšni kometi izvirajo iz Oortovega oblaka.
Nebesno telo 2001 OG108 je bilo prvotno označeno kot Damoklejec. Ko pa je prišlo v prisončje, se je pričelo obnašati kot komet. Zaradi tega je dobilo oznako C/2001 OG108 (LONEOS).
Podobno se je zgodilo tudi z drugimi nebesnimi telesi C/2002 CE10 (LINEAR), C/2002 VQ94 (LINEAR), C/2004 HV60 (Spacewatch). Nekateri Damoklejci imajo v nasprotju z drugimi asteroidi vzvratne tirnice. V juliju 2007 je bilo znanih samo 36 Damoklejcev. Njihova povprečna velikost je 8 kilometrov. Izmerjen je bil albedo samo štirih Damoklejcev. So med najbolj temnimi telesi v Sončevem sistemu. So precej rdeče barve, vendar ne tako kot telesa iz Kuiperjvega pasu ali Kentavri.